# Dicyrtominae
Dicyrtominae is een onderfamilie van springstaarten uit de familie Dicyrtomidae. De onderfamilie telt 93 beschreven soorten.

## Geslachten
- Calvatomina (36 soorten)
- Dicyrtoma (31 soorten)
- Dicyrtomina (23 soorten)
- Gibberathrix (1 soort)
- Jordanathrix (2 soorten)